# Torquigener andersonae
Torquigener andersonae es una especie de peces de la familia Tetraodontidae en el orden de los Tetraodontiformes.

## Morfología
Los machos pueden llegar alcanzar los 16 cm de longitud total.

## Hábitat
Es un pez de mar de clima subtropical. y demersal.

## Distribución geográfica
Se encuentra al sudeste de Australia.

## Observaciones
Es inofensivo para los humanos.